# 维登 (勒拉赫县)
维登（德語：Wieden，發音：[ˈviːdn̩] ⓘ）是德国巴登-符腾堡州弗赖堡行政区勒拉赫县的市镇，面积12.25平方千米，2023年12月31日人口为543人。